# Slag bij Mingolsheim
De Slag bij Mingolsheim vond plaats op 27 april 1622 tijdens de Paltsische fase van de Dertigjarige Oorlog bij de plaats Mingolsheim in de nabijheid van de stad Wiesloch, ten zuiden van Heidelberg. Een protestants leger geleid door graaf Ernst van Mansfeld vocht tegen een katholiek leger onder graaf Johan t'Serclaes van Tilly. De slag eindigde in een protestantse overwinning.